# Sideroblasto
Los sideroblastos son glóbulos rojos anormales como consecuencia de la acumulación de gránulos de hierro en los normoblastos, que toman una disposición circunnuclear en forma de anillo. Esta disposición se puede demostrar mediante una técnica de tinción denominada azul de Prusia, que refleja un hecho anómalo que se considera en patología: la acumulación de hierro dentro de las mitocondrias, localizadas alrededor del núcleo; de ahí su nombre.
Con esta técnica y en condiciones normales, en aproximadamente la mitad de los normoblastos cada uno muestra uno o dos pequeños gránulos positivos (teñidos de azul, como las bacterias Gram positivas). Se llama a estos gránulos sideroblastos normales. Cuando se observan con el microscopio electrónico, los cúmulos de hierro se ven localizados en su citoplasma en forma de ferritina (apoferritina). Por el contrario, en los sideroblastos en anillo existe gran cantidad de gránulos positivos alrededor del núcleo, es decir, que el hierro está localizado en el interior de las mitocondrias, que adoptan, como se ha dicho, una distribución circunnuclear.
La presencia de sideroblastos en anillos refleja un tipo de anemia calificada como sideroblástica: se trata de un grupo heterogéneo de enfermedades, algunas hereditarias y otras adquiridas, en las que el mecanismo de formación de los sideroblastos en anillo es debido a una síntesis inadecuada de moléculas de protorfirina o a la incapacidad del hierro de unirse a estas moléculas para formar el grupo hemo y, por tanto, la hemoglobina. La anemia sideroblástica se caracteriza por la presencia de sideroblastos en anillo, hiperplasia eritroide en la médula ósea, glóbulos rojos hipocrómicos, hipersideremia y eritropoyesis ineficaz.